# Evan N'Dicka
Evan N'Dicka (Parijs, 20 augustus 1999) is een Ivoriaans-Frans voetballer die doorgaans als centrale verdediger speelt. Hij verruilde Eintracht Frankfurt in juli 2023 transfervrij voor AS Roma. Hij debuteerde in als international van het Ivoriaans voetbalelftal.

## Clubcarrière

### AJ Auxerre
N'Dicka is de zoon van een Kameroense vader en een Ivoriaanse moeder. Hij doorliep de jeugd van AJ Auxerre. Hiervoor debuteerde hij op 27 januari 2017 in de Ligue 2, in een met 0–1 gewonnen wedstrijd tegen Clermont Foot. Hij speelde zestien wedstrijden voor het eerste elftal.

### Eintracht Frankfurt
Na twee jaar maakte hij de overstap naar Eintracht Frankfurt, uitkomend in de Bundesliga. Zijn debuut in de Bundesliga maakte hij op 25 augustus in een met 0–2 gewonnen wedstrijd tegen SC Freiburg. N'Dicka zou vijf seizoenen bij de Duitse club blijven en meer dan 180 wedstrijden spelen voor Frankfurt. Hij was in 2021/22 een van de basisspelers in het team dat de Europa League won, de tweede Europese prijs in de clubgeschiedenis van de Duitsers. Als beloning daarvoor mocht hij het seizoen erna voor het eerst in zijn carrière in de Champions League spelen. N'Dicka bereikte in 2022/23 ook de finale van de DFB-Pokal met Frankfurt, maar hierin was RB Leipzig de betere. In totaal speelde N'Dicka 183 wedstrijden voor Eintracht Frankfurt, waarin hij goed was voor twaalf goals en tien assists.

### AS Roma
N'Dicka verruilde Eintracht Frankfurt in juli 2023 voor AS Roma, dat hem transfervrij inlijfde.

## Clubstatistieken
| Seizoen        | Club                | Competitie     | Competitie | Competitie | Beker | Beker | Internationaal | Internationaal | Totaal | Totaal |
| Seizoen        | Club                | Competitie     | Wed.       | Dlp.       | Wed.  | Dlp.  | Wed.           | Dlp.           | Wed.   | Dlp.   |
| -------------- | ------------------- | -------------- | ---------- | ---------- | ----- | ----- | -------------- | -------------- | ------ | ------ |
| 2016/17        | AJ Auxerre          | Ligue 2        | 2          | 0          | 0     | 0     | —              | —              | 2      | 0      |
| 2017/18        | AJ Auxerre          | Ligue 2        | 12         | 0          | 2     | 0     | —              | —              | 14     | 0      |
| Club totaal    | Club totaal         | Club totaal    | 14         | 0          | 2     | 0     | 0              | 0              | 16     | 0      |
| 2018/19        | Eintracht Frankfurt | Bundesliga     | 27         | 1          | 0     | 0     | 9              | 0              | 36     | 1      |
| 2019/20        | Eintracht Frankfurt | Bundesliga     | 22         | 1          | 4     | 0     | 8              | 1              | 34     | 2      |
| 2020/21        | Eintracht Frankfurt | Bundesliga     | 23         | 3          | 2     | 0     | —              | —              | 25     | 3      |
| 2021/22        | Eintracht Frankfurt | Bundesliga     | 32         | 4          | 1     | 0     | 11             | 0              | 44     | 4      |
| 2022/23        | Eintracht Frankfurt | Bundesliga     | 30         | 1          | 5     | 1     | 9              | 0              | 44     | 2      |
| Club totaal    | Club totaal         | Club totaal    | 134        | 10         | 12    | 1     | 37             | 1              | 183    | 12     |
| 2023/24        | AS Roma             | Serie A        | 25         | 0          | 0     | 0     | 9              | 0              | 34     | 0      |
| 2024/25        | AS Roma             | Serie A        | 35         | 0          | 2     | 0     | 11             | 1              | 48     | 1      |
| Club totaal    | Club totaal         | Club totaal    | 60         | 0          | 2     | 0     | 20             | 1              | 82     | 1      |
| Carrièretotaal | Carrièretotaal      | Carrièretotaal | 208        | 10         | 16    | 1     | 57             | 2              | 281    | 13     |

Bijgewerkt t/m 6 mei 2025.

## Interlandcarrière
N'Dicka speelde interlands voor de jeugdelftallen van Frankrijk onder 16 tot en met onder 21, maar maakte in 2023 zijn debuut als international van Ivoorkust. Op 9 september debuteerde hij in de Africa Cup-kwalificatiewedstrijd tegen Lesotho. In zijn zesde interland debuteerde hij op de Africa Cup 2024. Hij miste als een van de drie centrale verdedigers geen minuut dat toernooi en won in de finale van Nigeria. 

## Erelijst
| Competitie          | Aantal              | Jaren               |
| Eintracht Frankfurt | Eintracht Frankfurt | Eintracht Frankfurt |
| ------------------- | ------------------- | ------------------- |
| UEFA Europa League  | 1x                  | 2021/22             |
| Ivoorkust           |                     |                     |
| Africa Cup          | 1x                  | 2024                |

2 Rensch ·
3 Angeliño ·
4 Cristante ·
5 N'Dicka ·
7 Pellegrini  ·
11 Dovbyk ·
12 Abdulhamid ·
14 Sjomoerodov ·
15 Hummels ·
16 Paredes ·
17 Koné ·
18 Soulé ·
19 Çelik ·
21 Dybala ·
23 Mancini ·
25 Nelsson ·
34 Salah-Eddine ·
35 Baldanzi ·
56 Saelemaekers ·
61 Pisilli ·
66 Sangaré ·
89 Marin ·
92 El Shaarawy ·
99 Svilar ·
Coach: Ranieri